# Präsidentschaftswahl in Chile 1970
Die Präsidentschaftswahl in Chile 1970 fand am 4. September (Volkswahl) und am 24. Oktober (Stichwahl) statt. Bei ihr wurde der Präsident der Republik gewählt.

## Kandidaten

### Unidad Popular
Für die Unidad Popular (UP) trat der sozialistische Senator Salvador Allende Gossens an. Der Arzt war seit 1945 Senator für Valparaíso und trat bereits 1952, 1958 und 1964 als Kandidat des Wahlbündnisses Frente de Acción Popular an. Das erklärte Ziel der UP war die demokratische Transformation Chiles zum Sozialismus.

### Partido Nacional
Für die von der Partido Nacional repräsentierte Rechte trat der parteilose Expräsident Jorge Alessandri Rodriguez an. Allesandri stand zwischen 1958 und 1964 einer von Liberalen, Konservativen und Radikalen unterstützten Regierung vor, die innenpolitisch eine wirtschaftsliberale Politik verfolgte und sich außenpolitisch an die USA unter Präsident John F. Kennedy anlehnte.

### Partido Demócrata Cristiano de Chile
Die linke Mitte wurde in diesen Wahlen vom Christdemokraten Radomiro Tomić repräsentiert. Die Partido Demócrata Cristiano de Chile (PDC) stellte ihren früheren Parteichef auf, der die gemäßigt linke Politik des bisherigen Präsidenten Eduardo Frei Montalva fortzusetzen gedachte und als Verfechter der nationalen Souveränität und der Chilenisierung des Kupfers auftrat.

## Wahl

### Wahlergebnis
| Kandidat                   | Bündnis              | Stimmen   | %    |
| -------------------------- | -------------------- | --------- | ---- |
| Salvador Allende Gossens   | Unidad Popular       | 1.075.616 | 36,6 |
| Jorge Alessandri Rodriguez | Partido Nacional     | 1.036.278 | 34,9 |
| Radomiro Tomić             | Democracia Cristiana | 824.849   | 27,8 |
| Abgegebene Stimmen         | Abgegebene Stimmen   | 2.936.743 | 100  |

Quelle: El Mercurio, 5. September 1970

### Stichwahl im Nationalkongress
Da in den Volkswahlen kein Kandidat die absolute Mehrheit erlangte, ging das Recht den Präsidenten zu bestimmen auf das Parlament über. Zu diesem Zwecke traten beide Kammern gemeinsam als Congreso Pleno zusammen und wählten am 24. Oktober Salvador Allende zum neuen Präsidenten. Obwohl die UP nur 83 von 200 Kongressmitgliedern stellte, war Allende die Mehrheit sicher, da die Christdemokraten sich bereit erklärten für den Sieger des ersten Wahlganges zu stimmen. Somit konnte Allende mit der komfortablen Mehrheit von 157 Stimmen rechnen.
Überschattet wurde die Stichwahl von einem vom CIA initiierten Attentat auf den verfassungstreuen General René Schneider, dem dieser am 25. Oktober erlag.
| Kandidat                   | Bündnis            | Stimmen |
| -------------------------- | ------------------ | ------- |
| Salvador Allende Gossens   | Unidad Popular     | 153     |
| Jorge Alessandri Rodriguez | Partido Nacional   | 35      |
| Enthaltungen               |                    | 7       |
| Abgegebene Stimmen         | Abgegebene Stimmen | 195     |